# Funkytown Music
Funkytown Music es un sello discográfico puertorriqueño fundado por Funky en 1999 bajo el nombre de Funky Town Studios, el cual sería cambiado en 2001. Por varios años, Funkytown Music se dedicó a producir para otros artistas.
En un período, estuvo aliado al sello CanZion de Marcos Witt para la distribución por Latinoamérica de sus álbumes y los de los demás integrantes del sello como 7th Poet, Quest, Triple Seven y Dr. P. Sus géneros musicales principales han sido la música urbana (rap y reguetón), sin embargo, en 2007, incursionó en el Rock en español con la banda Revoluzion Estereo.
Las producciones que han sido laureadas de este sello han sido Funkytown (2002), Reset (2011) (ambos nominados al Latin Grammy), Especie en peligro (2003), Live (2005), Más (2013), Uno (2021), ganadores en los Premios Arpa.
Actualmente, como FunkyTown Family, los artistas pertenecientes al sello han aumentado, siendo en su mayoría nuevos talentos de la República Dominicana.

## Miembros

### Activos
- Funky
- Ander Bock[9]
- Mr. Yeison
- Odanis BSK[10]

### Exmiembros
- Triple Seven
- Bimbo (3 2 Get Funky)
- Sword of Faith
- Manny Montes
- Rey Pirin & DJ Blass
- Quest
- Dr. P[11]
- Revoluzión Stereo[12]
- Zammy Peterson
- 7th Poet
- Gran Manuel
- Iván & Ab
- Tito Bass[13]
- Christian Ponce "El Sica"

### Productores
- Funky
- Edward Sánchez
- Enoc Hernández
- Danny Peña

### Exproductores
- Mario Brothers (Febo & Lui)
- Esteban Machuca
- DJ Blass
- DJ Pablo
- Cardec Drums

## Álbumes
- Aquel Que Había Muerto (Vico C)[14] - 1998
- Otro Nivel (Bimbo) - 1999
- No Juzguéis (Sword of Faith)[15][16] - 1999
- Diferente (Triple Seven) - 2000
- Peace Makers: Unidos Por La Paz (Elinex, Don Misionero & Sacerdote y Funky) - 2000[17]
- Funkytown (Funky) - 2002
- Día Nacional del Rap Cristiano (En Vivo) (Varios) - 2002
- Emboscada (Vico C) - 2002
- No Era Sólo Un Sueño (7th Poet) - 2002
- Realidades (Manny Montes) - 2002
- Especie En Peligro (Funky) - 2003
- United Kingdom (Manny Montes) - 2003
- Manteniendo La Diferencia (Triple Seven) - 2004
- Los Vencedores (Funky) - 2004
- Nuevas Criaturas (Rey Pirin & DJ Blass) - 2004[18]
- Funky Live: En Vivo Desde Costa Rica (Funky) - 2005
- Rompiendo Los Límites (Triple Seven) - 2005
- En la Búsqueda (Quest) - 2005
- Vida Nueva (Funky & DJ Pablo) - 2005
- Clave 912 (Dr. P) - 2005
- Guillotina (Bien Afilao) - (Sword of Faith) - 2006
- Contra Viento y Marea (Triple Seven) - 2006
- Corriendo Para Ganar (Funky) - 2006
- Visión Quest (Quest) - 2007
- Revoluzion Stereo - (Revoluzion Stereo) - 2007
- Los Vencedores (Platinum Edition) (Funky) - 2008
- Acceso Total (Tour Edition) (Funky) - 2008
- Reset (Funky) - 2011
- Más (Redimi2 & Funky) - 2013
- Indestructible (Funky) - 2015
- Mi Moda (Ander Bock) - 2019[19]
- Agua (Funky) - 2019
- En Vivo Vol. 1 (EP) (Funky) - 2020
- UNO (Alex Zurdo, Funky & Redimi2) - 2021
- Rojo (Funky) - 2022
- Lunes (EP) (Mr. Yeison & Dexter Music) - 2022
- Rewind XX+ (Funky) - 2023
- Paréntesis - 2024
- UNO (Live) (Redimi2, Funky & Alex Zurdo) - 2025
- UNO 2 (Alex Zurdo, Funky, Redimi2 & Manny Montes) - TBA
- Los Vencedores 2 (Funky) - TBA